# 安氏異牙鱨
安氏異牙鱨為輻鰭魚綱鯰形目倒立鯰科的其中一種，為熱帶淡水魚，分布於非洲加彭Ivindo、Okano、Ngounié及Nyanga河流域，體長可達10公分，棲息在底層水域，生活習性不明。